# Große Freischwanzfledermaus
Die Große Freischwanzfledermaus (Nyctinomops macrotis, Syn.: Tadarida molossa) ist eine Fledermausart aus der Familie der Bulldoggfledermäuse, welche in Nord- und Südamerika beheimatet ist. Der Name setzt sich aus dem Griechischen Nyctinomops (bedeutet so viel wie „Tier, das nachts frisst“) und macros (=„groß“) und otos (=„Ohr“) zusammen.

## Beschreibung
Die Große Freischwanzfledermaus ist die größte Vertreterin der Gattung Nyctinomops. Das Fell ist glänzend und von einer rötlich-braunen bis schwarzen Farbe. Die Haare sind zweifarbig mit einer hellen, fast weißen Basis und einer dunklen Spitze. Die Ohren sind groß und reichen nach vorne gelegt fast bis zur Schnauze. Sie sind wie bei anderen Vertretern dieser Gattung auf dem Kopf miteinander verbunden. Die Oberlippe ist mit Falten durchzogen. Die Nasenlöcher zeigen zur Seite, liegen weit auseinander und sind durch eine Furche voneinander getrennt. Die Flügel sind lang und schmal, was diese Art zu einem schnellen (>40 km/h), jedoch weniger wendigen Flieger macht.
Männchen sind mit einer Gesamtlänge von 14,5 bis 16 cm größer als Weibchen, die eine Gesamtlänge von 12 bis 13,9 cm erreichen. Bei beiden Geschlechtern beträgt die Flügelspannweite 42 bis 44 cm. Bei der Großen Freischwanzfledermaus sind die Unterarme 58 bis 63 mm lang, der Schwanz 40 bis 57 mm lang, die Hinterfüße 7 bis 11 mm lang und die Ohren 25 bis 32 mm lang. Etwa 25 mm des Schwanzes liegen außerhalb der Schwanzflughaut.

## Lebensweise
Nyctinomops macrotis ist wie die meisten Fledermäuse nachtaktiv und ernährt sich von Insekten. Zu den bevorzugten Beutetieren zählen Falter, Grillen, Heuschrecken, fliegende Ameisen, Baumwanzen und Zwergzikaden.
Die Große Freischwanzfledermaus nutzt verschiedenartige Echoortungsrufe zur Orientierung und zum Finden von Beute. In offenem Gelände produzieren sie kurze Rufe mit einer geringen Bandbreite und einer konstanten Frequenz. Nähern sie sich einem Beutetier, so sinkt die Frequenz des Rufs, wobei eine zweite frequenz-modulierte und breitbandige Komponente hinzukommt. In komplexen Umgebungen, wie z. B. in Wäldern, nutzt die Art Rufe mit verschiedenen, überlappenden Obertönen. Die Echoortungsrufe liegen generell meistens unter 20 kHz und sind somit für das menschliche Ohr als laute Klicks hörbar.
Man findet die Art vor allem in rauen, felsigen Gebieten. Tagsüber verstecken sich die Tiere meist in Felsspalten, jedoch auch in Gebäuden, Höhlen und hohlen Bäumen, wo sie Gruppen von bis zu 150 Individuen bilden.
Jedes Weibchen bringt im späten Frühling oder im Frühsommer jeweils ein einziges Jungtier zur Welt. Die Weibchen bilden nach der Geburt sogenannte Mutterkolonien, in denen sie ihre Jungen von den Männchen getrennt aufziehen. Zwischen August und September werden die Jungen selbständig.

## Verbreitung und Lebensraum
Die Große Freischwanzfledermaus ist im Süden der Vereinigten Staaten, in Mexiko, auf Kuba, Haiti und Jamaika, sowie von Kolumbien bis Argentinien verbreitet. In Zentralamerika (Honduras, Nicaragua, Costa Rica und Panama) ist die Art nicht nachgewiesen. Sie wird von der IUCN dank der weiten Verbreitung als ungefährdet eingestuft.